# De Juri Belli Ac Pacis

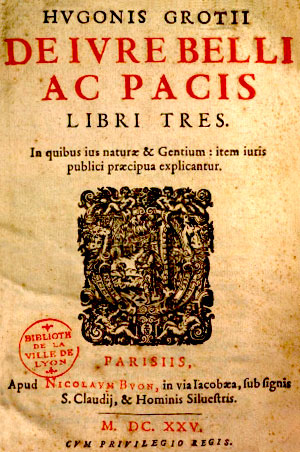
De juri belli ac pacis, 1625

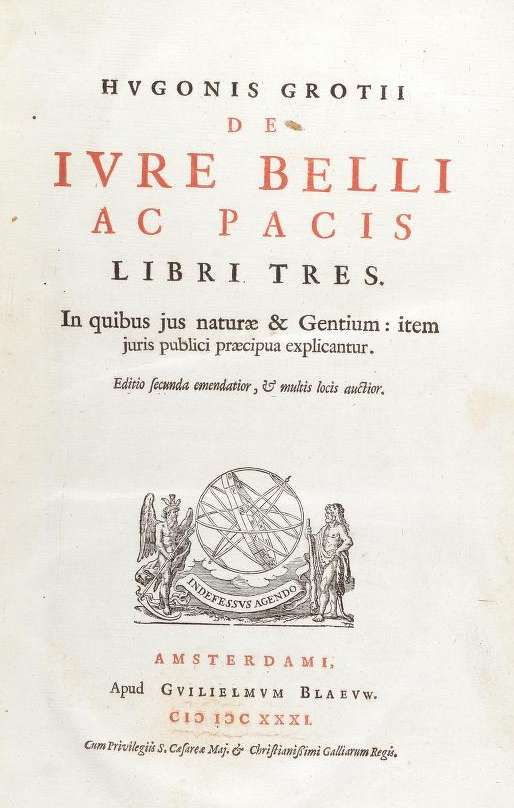
De juri belli ac pacis, 1631

De iure belli ac pacis (en català: Sobre la llei de la guerra i de la pau) és un llibre del 1625 escrit per Hugo Groot sobre l'estatut jurídic de la guerra; es considera una obra fonamental de dret internacional. L'obra continua el De juri belli d'Alberico Gentili, del 1598, com ho va demostrar Thomas Erskine Holland. El va escriure en llatí i el publicà a París.

## Contingut
El seu contingut deu molt als teòlegs de la península Ibèrica del segle XVI, en especial a Francisco de Vitoria i Francisco Suárez, treballant en la tradició catòlica del dret natural.
Hugo Groot començà a escriure l'obra mentre era a la presó a Holanda. L'acabà el 1623, a Senlis, en la companyia de Dirk Graswinckel.

Segons Pieter Geyl:
És una temptativa d'un jurista teològicament i clàssicament educat a basar-se en l'ordre i en la seguretat de la llei dels estats, així com en la societat nacional en què ha crescut. En el seu racionalisme una mica ingenu, la creença en la raó com a senyor de la vida el revela com a un fill espiritual d'Erasme. 
En particular, aquest treball és recordat per la frase:
Et haec quidem quae anaven diximus, locum aliquem haberent etiamsi daremus, quod sine summo scelere dari nequit, non aquest Deum, aut non curari ab eo negotia humana.

El que acabem de dir tindria un grau de validesa, tot i que haguéssem d'admetre allò que no pot ser concedit sense la maldat més gran: que no hi ha pas Déu, o que els afers humans no li mereixen respecte. 

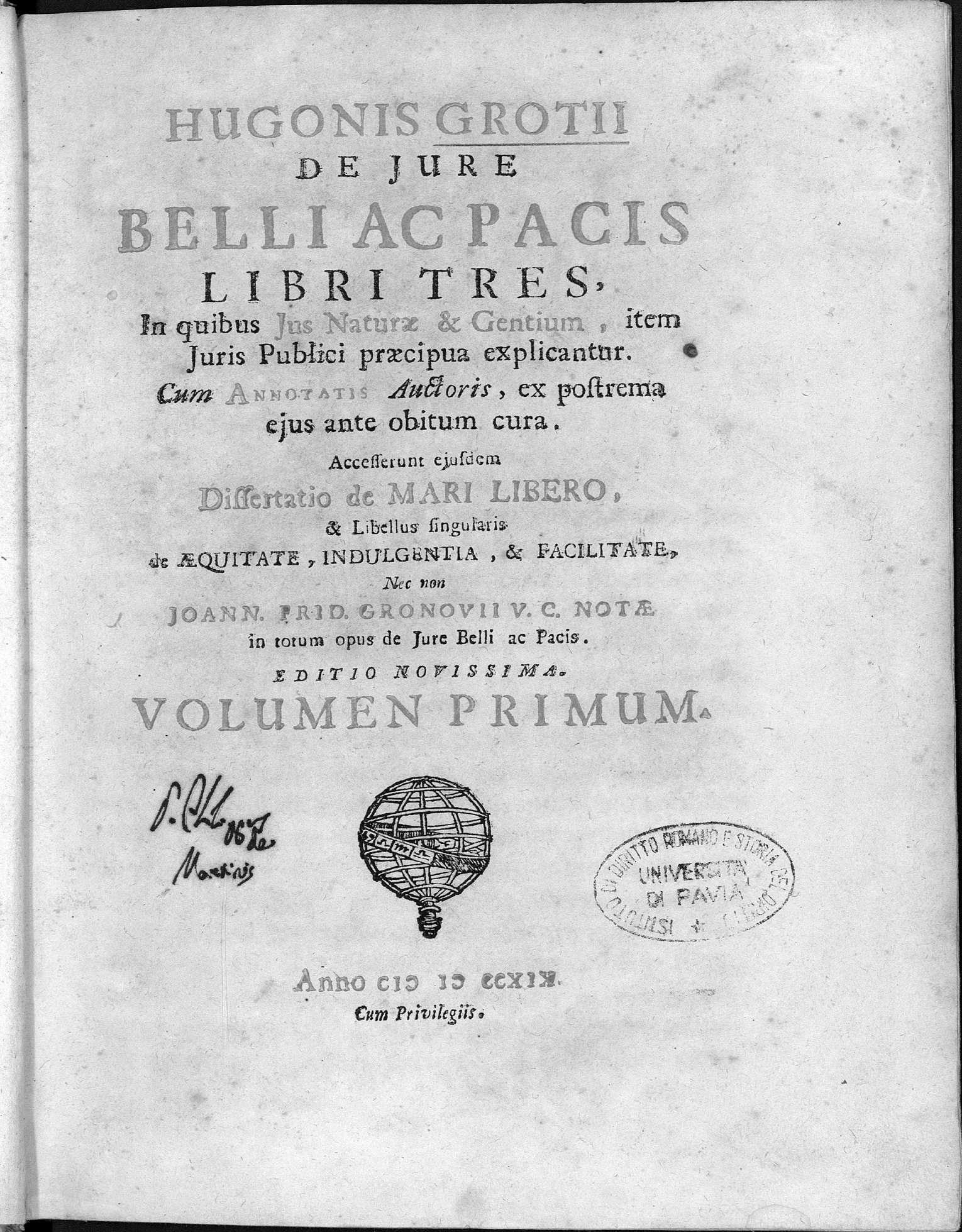
Edició del 1719

Aquest concepte es va sintetitzar en la famosa frase llatina etsi Déu non daretur, que significa 'ni tan sols quan Déu era assumit, no existia', però és normalment es tradueix com 'com si Déu no existís'.